# Ploceus temporalis
Ploceus temporalis е вид птица от семейство Ploceidae.

## Разпространение
Видът е разпространен в Ангола, Замбия и Демократична република Конго.